# Mevo Betar
Mevo Betar (hebreiska: מבוא ניתר) är en ort i Israel.   Den ligger i distriktet Jerusalem, i den centrala delen av landet. Mevo Betar ligger 768 meter över havet och antalet invånare är 27 267.
Terrängen runt Mevo Betar är kuperad. Runt Mevo Betar är det tätbefolkat, med 356 invånare per kvadratkilometer. Närmaste större samhälle är Jerusalem, 11,6 km nordost om Mevo Betar. Trakten runt Mevo Betar består till största delen av jordbruksmark.